# اچیکال
اچیکال (به انگلیسی: Achickal) در هند است که در کرالا واقع شده‌است.